# Bakshish Singh
Bakshish Sandhu Singh (Faisalabad, 14 juni 1929 - Amritsar, 21 september 1970) was een Indiaas hockeyer.
Singh nam deel aan de Olympische Zomerspelen 1956 en won uiteindelijk met de Indiase ploeg de gouden medaille.

## Resultaten
- 1956  Olympische Zomerspelen in Melbourne